# Нікмадду II
Нікмадду II (угарит.𐎐𐎖𐎎𐎄, аккад. 𒇽𒃻𒈠𒀭𒅎; бл. 1375 до н. е. — бл. 1315 до н. е.) — цар міста-держави Угарит близько 1349—1315 років до н. е. Ім'я перекладається як «Адду виправдав».

## Життєпис
Походив з Аморейської династії Угаріта. Син царя Аммістамру II. Посів трон близько 1349 року до н. е. Спочатку зберігався вірність Єгипту. Відоме його листування з фараоном Ехнатоном. Невдовзі оженився на єгипетській аристократці (за іншими відомостями родички фараона). Завдяки цьому Угарит зберігав статус ополоту єгиптян на півночі Передньої Азії. В одному з листів до фараона угаритський цар просить прислати йому лікаря. Ймовірно, в цей час Нікмадду II замовив створення «Баалового циклу».
Після смерті Ехнатона стосунки з Єгиптом поступово послаблюються, оскільки єгиптяни вже не могли надати суттєвої допомоги проти кочівників. В результаті Нікмадду II мусив поступитися областю Шиянну на користь амореїв або хапіру. 
Під загрозою з боку хеттів, які завдали поразки Мітанні, уклав союз з Ітурадду, царем Мукіша, і Агі-Тешубом, царем Нії. Але невдовзі полишив своїх союзників, перейшовши на бік хеттського царя. У 1340-х роках до н. е. під тиском Азіру, царя Амурру, визнав владу хеттського царя Суппілуліуми I, допомігши останньому придушити проти себе повстання Мукіша і Нухашше, яке підбурили єгиптяни. У відповідь зазнав нападу останніх, які пограбували значну частину угаритських володінь та навіть околиці самого Угариту. Внаслідок цих дій у місті виникла пожежа, яка знищила значну частину Угариту, зокрема царський палац. Лише за допомогу хеттів вдалося відбити цей напад. Згодом угаритський цар відзначився під час захоплення Алалаху, столиці Мукішу, за що отримав додаткові землі та значну здобич. При цьому вкотре підтвердив залежність від Хеттської держави. Також діяв спільно з Азіру проти Іліарабіха, царя Бібла.
Втім після смерті хеттського царя десь наприкінці 1320-х або на початку 1310-х років до н. е. знову визнав владу Єгипту, де панував Хоремхеб. Помер близько 1315 року до н. е. Йому спадкував старший син Архальбу II.